# Batley
Batley är en stad i grevskapet West Yorkshire i norra England. Staden ligger i distriktet Kirklees, 11 kilometer sydost om Bradford och 11 kilometer sydväst om Leeds. Tätortsdelen (built-up area sub division) Batley hade 80 485 invånare vid folkräkningen år 2011. Historiskt tillhörde Batley grevskapet West Riding of Yorkshire.
Staden har främst varit känd för sina ylleindustrier. Staden nämndes i Domedagsboken (Domesday Book) år 1086, och kallades då Bateleia/Bathelie.